# Cyclocoelum obscurum
Cyclocoelum obscurum är en plattmaskart. Cyclocoelum obscurum ingår i släktet Cyclocoelum och familjen Cyclocoelidae. Inga underarter finns listade i Catalogue of Life.